# Опструкција
Опструкција је била прогресивна рок група из Скопља, активна од 1999. до 2003. године. Лидер групе је био Владимир Петровски - Картер. Опструкција је издала један албум, „Систем“. Две песме албума су „Лет во празно“ и „Одам“. Спот је био снимљен за „Одам“. Песма „Лет во празно“ је издата и на компилацији „Преку таквото“.
Данас, само „Лет во празно“ и једна минута спота за „Одам“ су на Интернету.